# Slagsmålsklubben

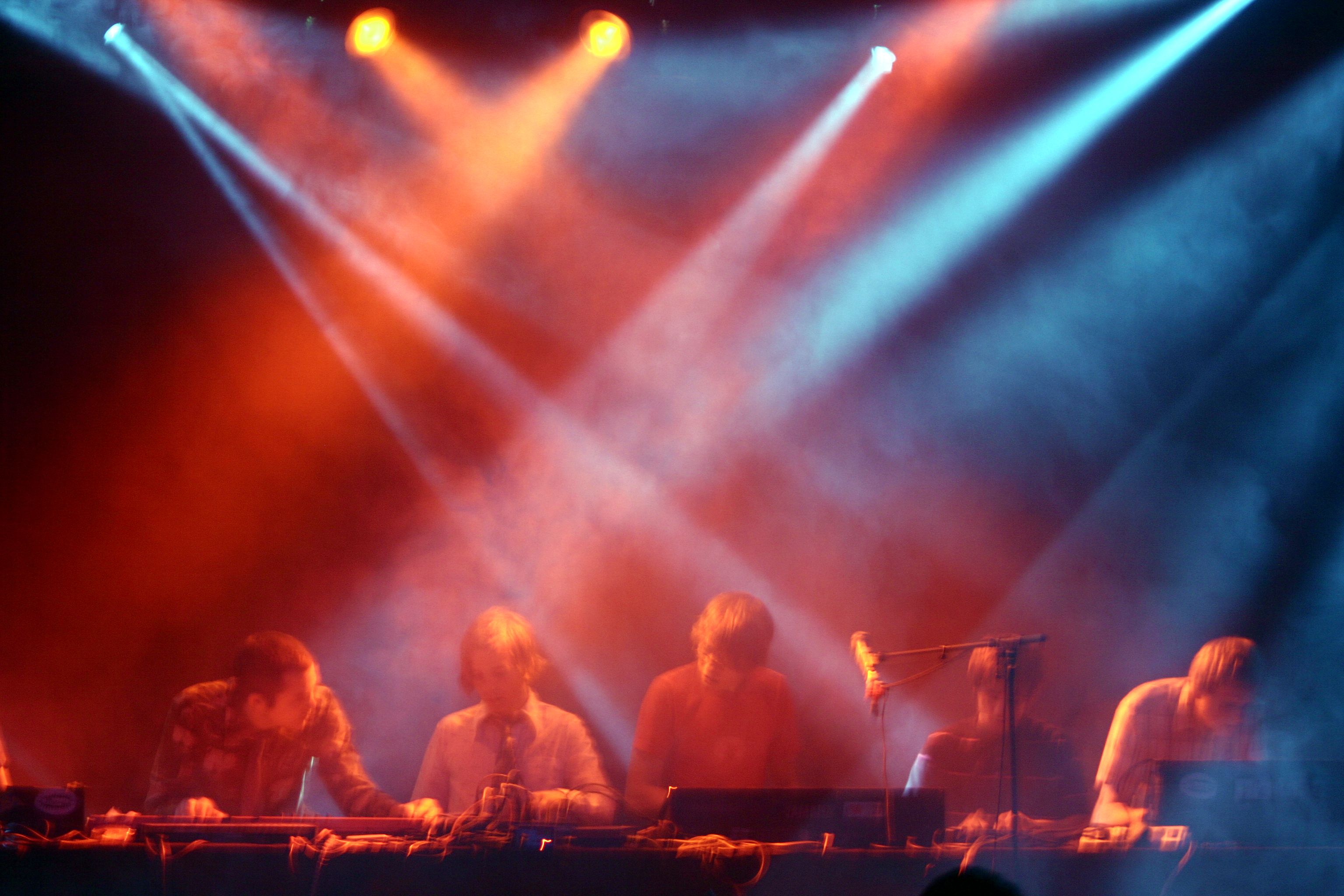
Slagsmålsklubben

Slagsmålsklubben is een bitpopgroep uit Norrköping, Zweden. De naam Slagsmålsklubben is een Zweedse vertaling van de filmtitel Fight Club. De naam wordt vaak afgekort tot SMK.
SMK heeft vijf albums uitgebracht. Samen met hun sideprojects 50 Hertz en Häxor och porr staan ze op de compilatie-cd van Björk genaamd Army of Me: Remixes and Covers.

## Leden
- Frej Larsson
- Joakim "Beebop" Nybom
- Joni Mälkki
- Kim Nilsson
- Hannes Stenström
- Björn Nilsson

De bandleden hebben verschillende sideprojects, naast de eerder genoemden 50 Hertz en Häxor och porr hebben Hannes Stenström en Frej Larsson soloprojecten (resp. Din Stalker en Offerprästens Orkester).
In 2005 is de gehele band verhuisd naar Berlĳn.

## Discografie

### Albums
- 2001 - Fest i valen
- 2003 - Den svenske disco
- 2004 - Sagan om konungens årsinkomst
- 2007 - Boss For Leader
- 2012 - The Garage

### Singles/ep's
- 2003 - Slagsmålsklubben & Frej, 7"
- 2004 - Hit me hard, maxi single
- 2004 - Den officiella OS-låten, maxi single